# Przeplatka aurelia
Przeplatka aurelia (Melitaea aurelia) – motyl dzienny z rodziny rusałkowatych.

## Wygląd
Rozpiętość skrzydeł od 30 do 34 mm, dymorfizm płciowy niewielki.

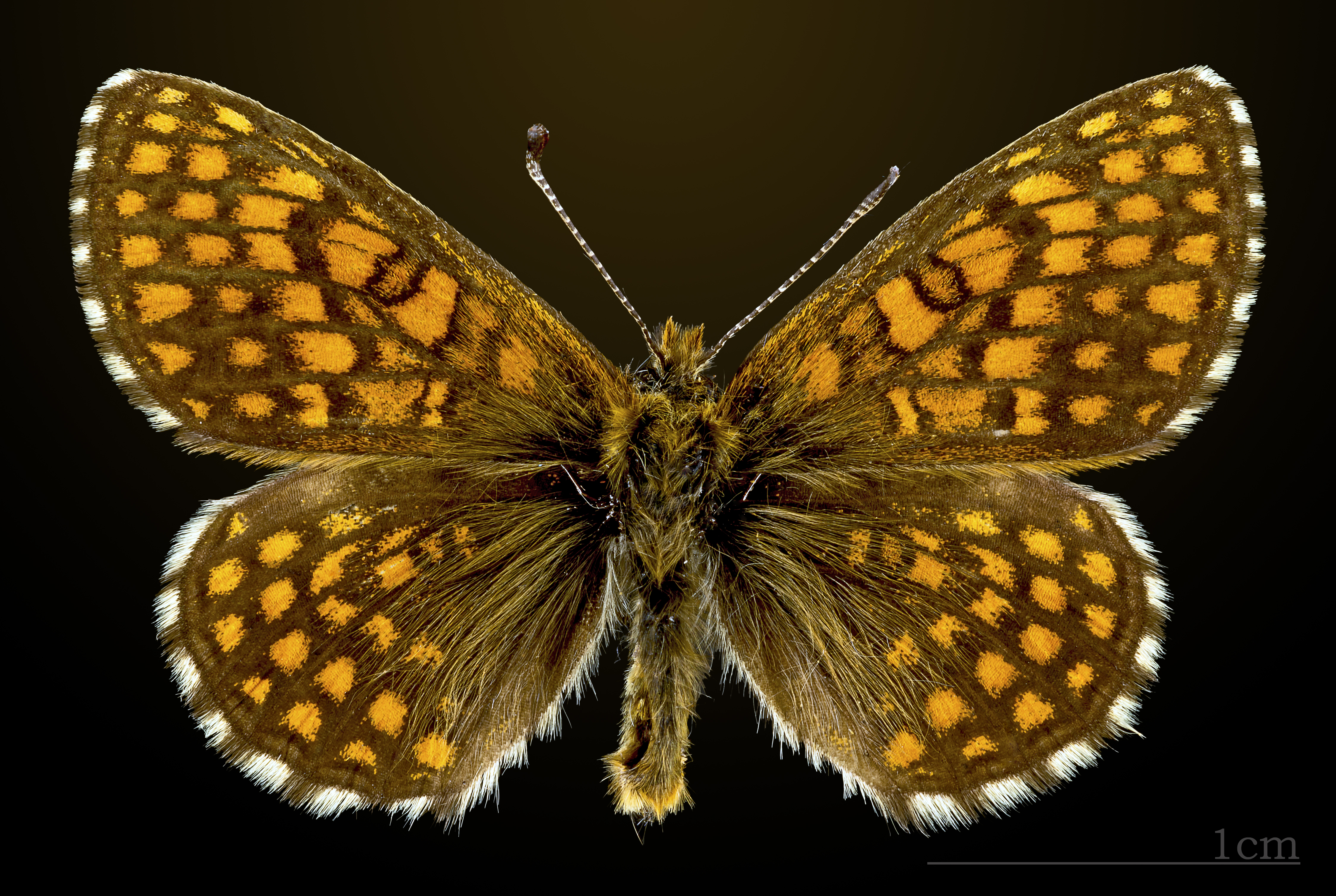
Przeplatka aurelia ♂
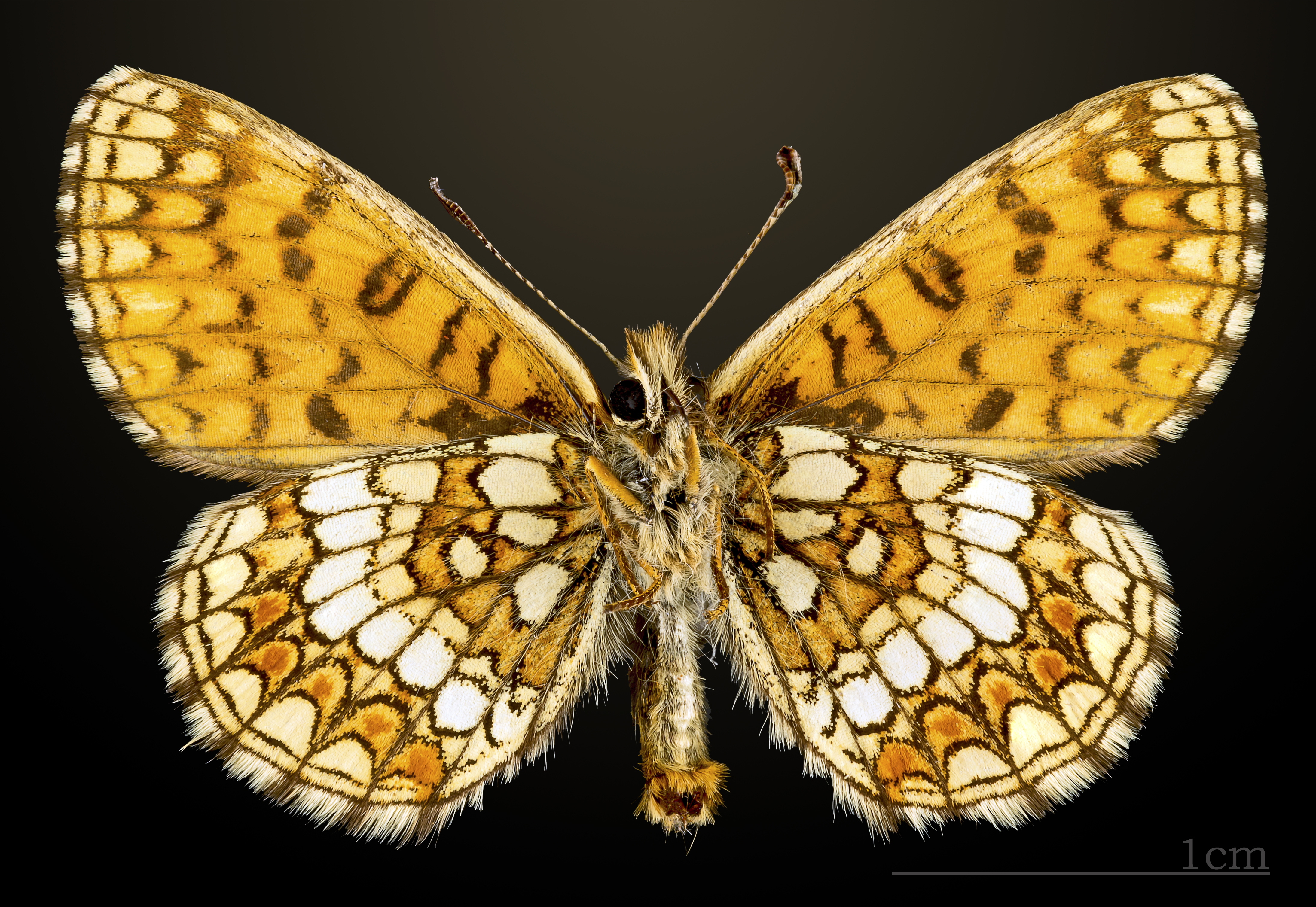
Przeplatka aurelia ♂△

## Siedlisko
Kwieciste torfiaste łąki oraz suche murawy o stepowym charakterze.

## Biologia i rozwój
Wykształca jedno pokolenie w roku (czerwiec-lipiec). Rośliny żywicielskie: babka średnia, babka lancetowata. Jaja składane są w dużych skupiskach na spodniej stronie rośliny żywicielskiej. Larwy wylęgają się po 2-2,5 tygodniach, żyją i zimują w oprzędach.. Stadium poczwarki trwa 2-3 tygodnie.

## Rozmieszczenie geograficzne
Gatunek zachodniopalearktyczny, w Polsce występuje na kilku izolowanych stanowiskach..